# Биатлон на Зимским олимпијским играма 2010 — штафета за мушкарце
Биатлонска дисциплина штафета за мушкарце на Зимским олимпијским играма 2010. у Ванкуверу одржана је у Олимппијском комплексу Вистлер Парк који се налази у Мадели Крику у долини Калахан, 26. фебруара, 2010. са почетком у 11:30 часова по локалном времену.

## Правила такмичења
Екипа се стастоји од 4 биатлонца, од којих сваки трчи 7,5 километара, са два гађања; једно у лежећем и једно у стојећем ставу. За свако гађање (5 мета) такмичар има 8 метака, од којих 5 иду у шанжер, а преостала три (уколико буду потрбни) морају се ручно напунити. Уколико и после испуцаних 8 метака, има непогођених мета, трчи се казнени круг од по 150 м за сваку. Први тркачи свих екипа крећу у исто време, а сваки следећи, зависно од тога којим редом његов претходник из тима стигне на место предаје штафета. Предаја се врши додиривањем, на било ком месту на телу, у „зони“ предаје дугој 50 метара. Предају надгледају посебне судије. Прво гађање, првог такмичара је на мети која одговара стартном броју, а друго по редоследу стизања на гађање.
Учествује 76 такмичара из 19 земаља.

## Земље учеснице
- Аустрија
- Белорусија
- Бугарска
- Канада
- Чешка
- Естонија
- Француска
- Немачка
- Италија
- Казахстан
- Летонија
- Норвешка
- Русија
- Словачка
- Словенија
- Шведска
- Швајцарска
- Сједињене Америчке Државе
- Украјина

## Резултати
| Пласман | Ст. бр | Држава                                                                                 | Време                                     | Промашаји (Л+С)                                               | Заостатак |
| ------- | ------ | -------------------------------------------------------------------------------------- | ----------------------------------------- | ------------------------------------------------------------- | --------- |
|         | 1      | Норвешка · Халвард Ханеволд · Тарјеј Бе · Емил Хегле Свендсен · Оле Ејнар Бјерндален   | 1:21:38,1 20:15,6 20:26,8 20:31,3 20:24,4 | 7 (0+5 0+2) 1 (0+1 0+0) 2 (0+1 0+1) 2 (0+2 0+0)               | 0,0       |
|         | 2      | Аустрија · Симон Едер · Данијел Месотич · Доминик Ландертингер · Кристоф Зуман         | 1:22:16,7 20:10,0 20:38,0 20:25,9 21:02,8 | 9 (1+6 0+2) 1 (0+0 0+1) 3 (0+2 0+1) 1 (0+1 0+0) 4 (1+3 0+0)   | 38,6      |
|         | 3      | Русија · Иван Черезов · Антон Шипулин · Максим Чудов · Јевгениј Устјугов               | 1:22:16,9 20:07,5 21:05,0 20:23,2 20:41,2 | 4 (0+0 0+4) 1 (0+0 0+1) 0 (0+0 0+0) 3 (0+0 0+3)               | +38,8     |
| 4       | 7      | Шведска · Фредрик Линдстрем · Карл Јохан Бергман · Матијас Нилсон · Бјерн Фери         | 1:23:02,0 20:11,3 20:37,9 21:32,0 20:40,8 | 11 (0+3 1+7) 1 (0+1 0+0) 4 (0+1 0+3) 4 (0+0 1+3) 2(0+1 0+1)   | +1:23,9   |
| 5       | 5      | Немачка · Симон Шемп · Андреас Бирнбахер · Арнд Пајфер · Михаел Грајс                  | 1:23:16,0 20:10,4 21:53,7 20:56,9 20:15,0 | 9 (0+0 2+7) 1 (0+0 0+1) 5 (0+0 2+3) 3 (0+0 0+3) 0 (0+0 0+0)   | 1:37,9    |
| 6       | 4      | Француска · Венсан Же · Венсан Дефран · Симон Фуркад · Мартен Фуркад                   | 1:23:16,2 20:13,7 21:25,6 21:08,2 20:28,7 | 10 (0+3 1+6) 3 (0+2 0+1) 5 (0+1 1+3) 0 (0+0 0+0) 2 (0+0 0+2)  | 1:38,1    |
| 7       | 14     | Чешка · Јарослав Соукуп · Здењек Витек · Роман Достал · Михал Шлесингер                | 1:23:55,2 20:13,5 20:36,8 21:45,7 21:19,2 | 9 (0+3 0+6) 1 (0+0 0+1) 2 (0+1 0+1) 4 (0+2 0+2) 2 (0+0 0+2)   | 2:17,1    |
| 8       | 9      | Украјина · Александар Биланенко · Андриј Дериземља · Вјачеслав Деркач · Сергеј Седнев  | 1:24:25,1 20:38,7 20:44,3 21:47,3 21:14,8 | 4 (0+1 0+3) 1 (0+0 0+1) 2 (0+1 0+1) 0 (0+0 0+0) 1 (0+0 0+1)   | 2:47,0    |
| 9       | 6      | Швајцарска · Томас Фрај · Матијас Симен · Бењамин Вегер · Симон Халенбартер            | 1:24:36.8 20:47,6 21:17,1 21:26,1 21:06,0 | 9 (0+2 0+7) 1 (0+0 0+1) 5 (0+2 0+3) 2 (0+0 0+2) 1 (0+0 0+1)   | 2:58,7    |
| 10      | 18     | Канада · Робин Клег · Марк-Андре Бедар · Брендан Грин · Жан Филип Легелек              | 1:24:50,7 20:16,4 21:11,6 22:12,0 21:10,7 | 7 (0+3 0+4) 1 (0+0 0+1) 2 (0+1 0+1) 3 (0+2 0+1) 1 (0+0 0+1)   | 3:12,6    |
| 11      | 8      | Белорусија · Јевгениј Абраменко · Александар Симан · Рустам Валијулин · Сергеј Новиков | 1:25:47,4 21:59,3 21:05,0 21:36,4 21:06,7 | 11 (0+3 1+5) 2 (0+1 0+1) 2 (0+1 0+1) 4 (0+0 1+3) 1 (0+1 0+0)  | 4:09,3    |
| 12      | 17     | Италија · Кристијан де Лоренци · Маркус Виндиш · Лукас Хофер · Матија Кола             | 1:26:27,5 20:16,7 21:39,6 21:44,1 22:47,1 | 12 (0+3 1+8) 3 (0+1 0+2) 4 (0+0 1+3) 2 (0+0 0+2) 3 (0+2 0+1)  | +4:49,4   |
| 13      | 10     | Сједињене Америчке Државе · Лауел Бејли · Џеј Хакинен · Тим Берк · Џереми Тила         | 1:27:58,3 20:51,8 21:47,0 22:01,7 23:17,8 | 16 (0+2 4+10) 1 (0+0 0+1) 4 (0+0 1+3) 5 (0+0 2+3) 6 (0+2 1+3) | 6:20,2    |
| 14      | 12     | Естонија · Priit Viks · Каури Коив · Индрек Тобрелутс · Роланд Лесинг                  | 1:28:16,5 21:07,1 22:39,6 21:54,3 22:35,5 | 13 (3+7 0+3) 3 (0+0 0+3) 4 (1+3 0+0) 1 (0+1 0+0) 5 (2+3 0+0)  | 6:38,4    |
| 15      | 19     | Словачка · Мирослав Матијаско · Марек Матијаско · Душан Симочко · Павол Хурајт         | 1:28:54,1 21:18,3 22:09,6 23:56,3 21:29,9 | 14 (1+4 1+8) 1 (0+0 0+1) 2 (0+0 0+2) 8 (1+3 1+3) 3 (0+1 0+2)  | 7:16,0    |
| 16      | 15     | Бугарска · Михаил Клечеров · Владимир Илијев · Мирослав Кенанов · Красимир Анев        | 1:29:39,7 20:48,4 22:36.4 23:28,9 22:46,0 | 9 (0+3 0+6) 2 (0+1 0+1) 3 (0+2 0+1) 1 (0+0 0+1) 3 (0+0 0+3)   | 8:01,6    |
| 17      | 13     | Словенија · Петер Докл · Клемен Бауер · Васја Рупник · Јанез Марич                     | 1:29:52,4 23:09,1 22:24,3 22:10,2 22:08,8 | 19 (0+6 3+10) 6 (0+2 1+3) 5 (0+0 2+3) 5 (0+3 0+2) 3 (0+1 0+2) | 8:14,3    |
| 18      | 16     | Казахстан · Александар Червиков · Јан Савицки · Дијас Кенешев · Александар Трифонов    | 1:30:31.1 21:08,9 22:23,1 24:10,2 22:48,9 | 17 (2+6 2+7) 4 (0+1 0+3) 6 (2+3 0+1) 6 (0+1 2+3) 1 (0+1 0+0)  | +8:53,0   |
| 19      | 11     | Летонија · Едгарс Пиксонс · Илмарс Брицис · Андрејс Расторгујевс · Кристапс Либијетис  | 1:35:15,5 26:11,5 21:47,2 23:31,6 23:45,2 | 23 (5+8 2+8) 11 (3+3 2+3) 3 (0+1 0+2) 5 (2+3 0+0) 4 (0+1 0+3) | 13:37,4   |